# Lotos (čínský symbol)

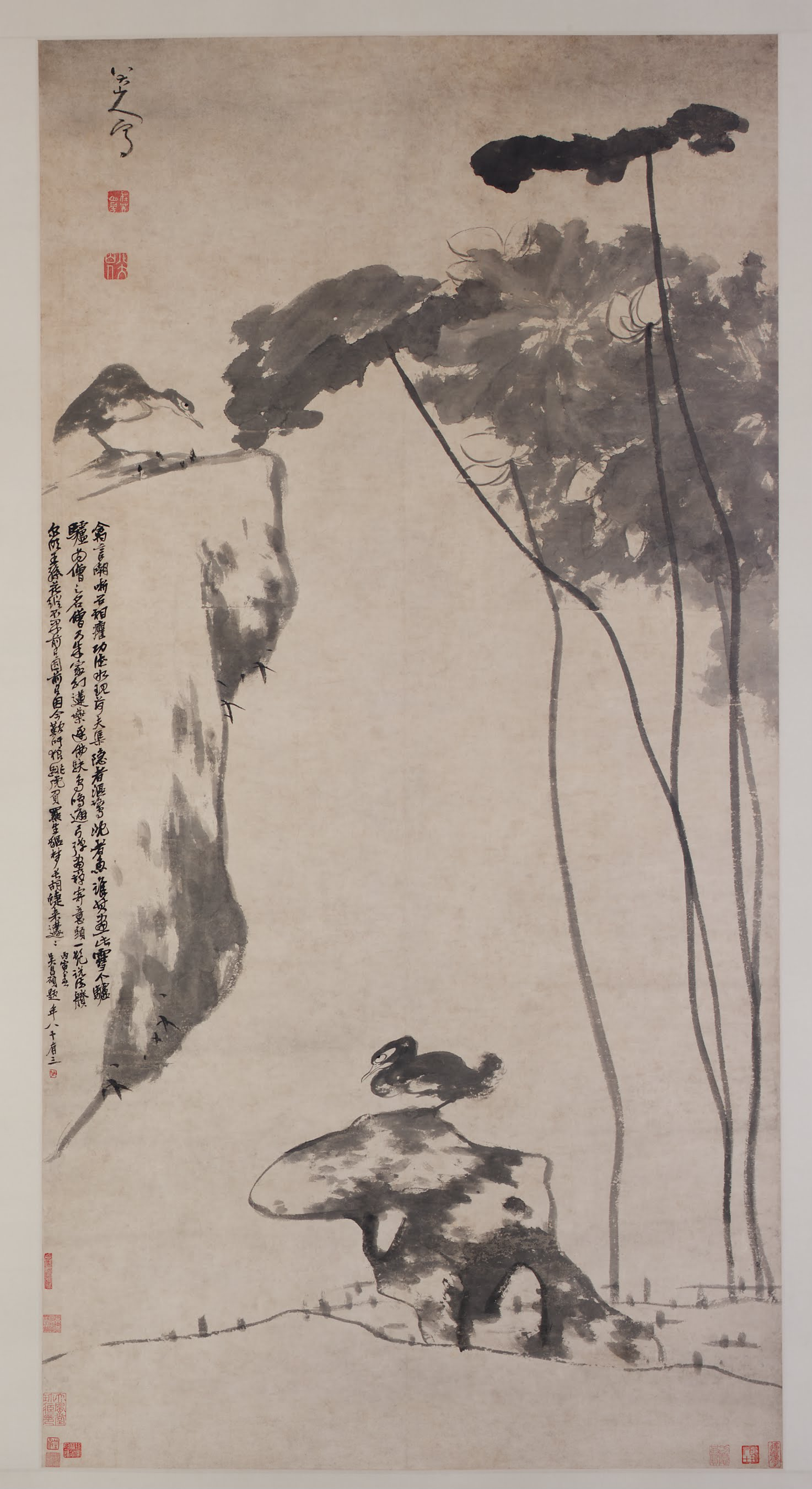
Kresba lotosu a mandarínských kachniček

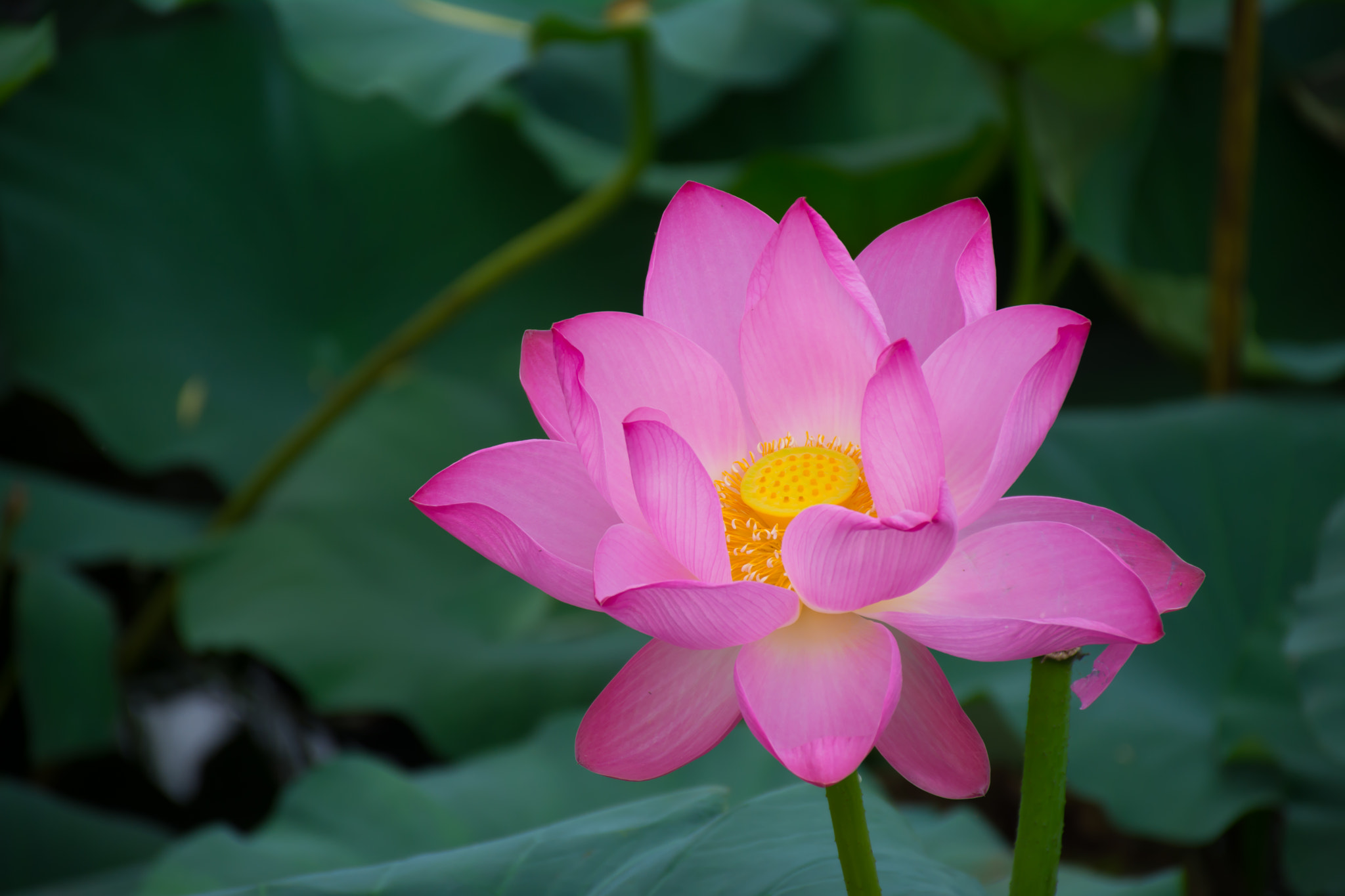
Rozkvetlý lotos

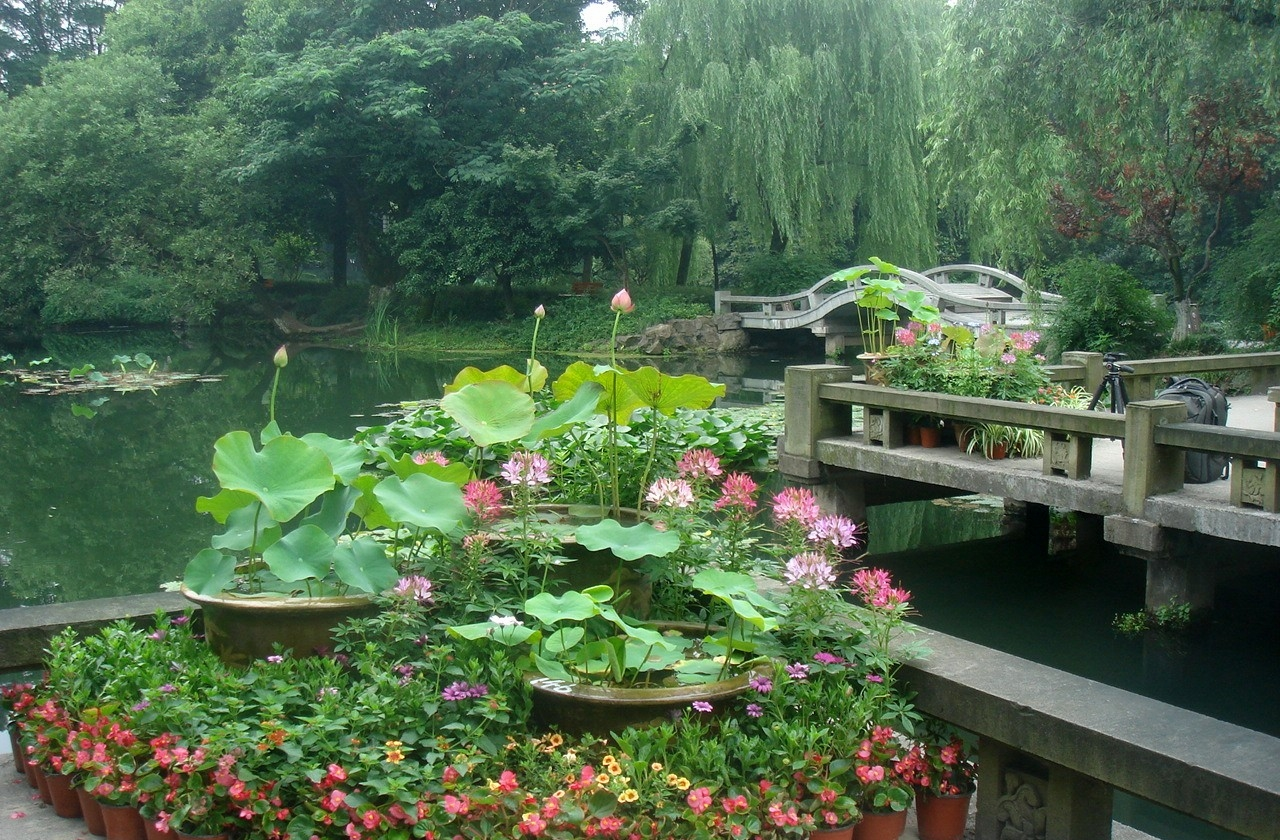
Lotosy v Chang-čou

Lotos (ČST: lien-chua; pchin-jin: liánhuā, čínské znaky tradiční: 蓮花, čínské znaky zjednodušené: 莲花, nebo ČST: che, pchin-jin: hé, čínské znaky tradiční: 荷, čínské znaky zjednodušené: 荷) je jedna z nejdůležitějších čínských rostlin, která je obdařena bohatou symbolikou, a k jejímuž významu výrazně přispěl buddhismus. Již odedávna byl lotos pro svůj jedinečný vzhled středem zájmu nejen umělců ale i prostých lidí, v kterých vzbuzoval pocit nadpozemské čistoty a posvátnosti.

## Symbolika v názvu
Lotos má v čínštině dvě pojmenování lien-chua nebo che. Slabika lien znamená také „skromnost“, „čestný“, „milovat“, „spojovat“, „spojovat v manželství“ nebo „nepřerušovaně za sebou“.  Slabika che zase znamená „jednotu“. Z toho důvodu může lotos nabýt mnoha symbolických významů. Například chlapec držící v jedné ruce lotos a v druhé šeng je symbolem pro „nepřerušovaný sociální vzestup“, ale chlapec s kaprem vedle lotosu zase znamená „ať máš rok co rok nadbytek“. Vyobrazení lotosového květu s listem a poupětem symbolizuje „naprosté sjednocení“. Párek mandarínských kachniček v jezírku s lotosy vyjadřuje přání „šťastného manželství“, ale kachničky s lotosovým plodem či stvolem v zobáku vyjadřují „ať přicházejí synové jeden po druhém“. Lotos byl v minulosti také spojován s přáním úspěchu u státních zkoušek. Takové přání vyjadřoval obraz straky, sedící na semeníku odkvetlého lotosu a vyklovávající semena. Výklad takového obrazu zní „kéž tě provází radost a obstojíš v následující zkoušce“. 

## Lotos v buddhismu
Lotos je jedním z osmi buddhistických symbolů, které mají původ v nejstarších indických královských poctách – mušle, kolo, baldachýn, slunečník, lotos, váza, zlaté rybky a uzel. V buddhismu je lotos považován za symbol čistoty. Vyrůstá totiž z bahna nebo špinavé vody, ale sám je čistý a voní.
Buddha se často znázorňuje, jak sedí se zkříženýma nohama na lotosovém květu a odtud se vzal výraz „sedět na lotosu“, což symbolizuje znovuzrození v ráji. Když prý Buddha dosáhl osvícení, lidé se mu jevili jako stvoly, květy a poupata lotosu, které vyrůstaly z bahna nebo v něm byly ponořené. Podoby lotosu se proto připodobňují k určitým fázím lidského života. Plod lotosu symbolizuje minulost, květ současnost a stonek budoucnost.

## Symbol čistoty
Zvláštností lotosu je, že jej příroda obdařila odolností proti plísním, což je výsledkem adaptace lotosu na vodní prostředí. Navíc struktura lotosových listů minimalizuje přilnavost, takže kapky vody stékající po listech lotosu na sebe nabalují nečistoty, zachovávají si svůj kulatý tvar a smývají z lotosu špínu bez zanechání mokré stopy. Proto je lotos symbolem čistoty nejen v Číně a v Japonsku, ale byl jím již v antickém Římě.

## Barvy lotosu
Také barvy lotosového květu mají v buddhismu svou zvláštní symboliku. Bílý květ je symbolem Buddhovy myšlenkové a duchovní neposkvrněnosti a zárukou vstupu do nirvány. Naopak nachový lotos představuje světcův nekonečný soucit se všemi bytostmi. Lidovém povědomí byl rudý lotos spojován s kurtizánami a samotné kurtizány se často pojmenovávaly “Rudý lotos“.

## Lotos a lidské tělo
Existuje buddhistický text, který pojednává o dceři jistého svatého, a který říká: „kam položila nohu, vyrašil lotos.“ Malé nožky, které by se vešly na lotosový květ se staly symbolem krásy a objektem mužské sexuální touhy. Říká se, že právě proto si ženy v Číně začaly svazovat chodidla, aby je měla malá a mohly na malých lotosových květech tančit. Odtud pochází známá čínská zmrzačená chodidla (svázaná chodidla), kterým se říkalo „ohýbaný lotos“  a tanci na špičkách takto svázaných nohou se říkalo lotosový tanec. Další symbolikou je, že lotosový semeník s mnoha semeny vyjadřuje plodnost a červený lotosový květ představuje ženské pohlavní orgány a stonek mužské pohlavní orgány. Také v buddhismus se říká, že Buddhova ochranná kůže (pao-pchi, tj.předkožka) se podobala květu lotosu.

## Lotos v čínských jménech
Pokud se slovo lotos objeví v mužském jméně naznačuje mužovo spojení s buddhismem. Naopak v ženském jméně vyjadřuje lotos přání, aby byla žena čistá a počestná.

## Lotos v kulinářství
V kulinářství se používaly především lotosové kořeny. Nejvyhlášenější kořeny měly lotosy z města Nanking, které je známé svými rozlehlými hladinami jezer a rybníků pokrytými lotosovými květy. Lotosy z Nankingu měly prý kořeny silné jako mužská ruka a byly sladké a křehké. I ve městě Su-čou mělo využití lotosových kořenů svou tradici. Třetího měsíce lunárního roku, se u příležitosti Svátku zemřelých prodávaly zelené knedlíčky s lotosovými kořeny. Lotosová semena byla zase oblíbenou pochoutkou dětí a jednou z ingrediencí k přípravě sladké mazlavé rýže, která byla součástí novoroční hostiny. Listy lotosu se používají na balení pokrmů i předmětů a sušené lotosové listy se přidávají do tabáku, aby zjemnily jeho chuť. V Japonské kuchyni jsou oblíbené smažené lotosové koláčky.

## Den lotosu
Den lotosu se datuje na osmý den prvního lunárního měsíce. Avšak v Pekingu, kde se lotos v minulosti těšil velké oblibě, se tradovalo, že lotosy rozkvétají v den Buddhových narozenin, tedy osmý den čtvrtého lunárního měsíce. Dívání se na rozkvétání lotosů byla jedna z elegantních zábav obyvatel tehdejšího Pekingu. K jezírkům s lotosy se chodilo ještě před východem slunce, protože lotos otvírá své květy těsně před východem slunce a zavírá je, jakmile svěží ráno pomine. Pozorování rozkvétajících lotosů bylo oblíbenou zábavou i v Japonsku, kde se věřilo, že zavírání lotosových květů jde slyšet a to sice jako jemné cvaknutí.

## Lotos v čínské medicíně
Svoji úlohu si lotos získal i v tradiční čínské medicíně. Využívá se zde celá rostlina lotosu, avšak každá jeho část se používá k léčbě jiného problému. Kořeny lotosu upravené v čerstvém mléce údajně chladí srdce. Usušené listy a květy léčí vředy a zbavují bolesti zubů.